# Singaporemma
Singaporemma là một chi nhện trong họ Tetrablemmidae.